# هابودانژ
هابودانژ (به فرانسوی: Haboudange) یک کمون در فرانسه است که در Canton of Château-Salins واقع شده‌است.

## خصوصیات
هابودانژ ۱۰٫۵ کیلومترمربع مساحت و ۲۳۹ نفر جمعیت دارد و ۳۰۳ متر بالاتر از سطح دریا واقع شده‌است.